# A estátua de neve
A estátua de neve é um conto de Maria Benedita Bormann, escrito sob o pseudônimo de Délia, publicado em dezembro de 1890, no jornal O Paiz. O título que dá nome ao conto faz uma alusão à fisionomia da protagonista Carmem, que é descrita como uma espanhola branca de neve. A autora contribuiu para a literatura do século XIX no Brasil e o conto faz parte de uma série de outros contos e romances produzidos por ela.

## Enredo
Nesse conto é narrada a estória de Carmem e Ivan. Carmen é uma espanhola, bem-apessoada, que decide fazer uma visita ao casal de amigos Maurício e Berta Artof. Nessa visita, Maurício apresenta seu amigo Ivan à amiga de longa data. Carmem demonstra desinteresse pelo amigo de Maurício, embora ache ele um "distinto cavalheiro". Durante um jantar, Ivan e Carmem começam a conversar sobre o amor e o jovem rapaz confessa à mulher que teria amado apenas uma vez na vida e não acreditava ser capaz de amar novamente. Carmem relata uma experiência diferente. A espanhola havia amado muitas vezes na vida, mas andava se sentindo indiferente às paixões e gostaria de amar alguém novamente. Carmem aconselha Ivan a não desistir de se envolver em um amor profundo.
Algum tempo depois, Ivan se vê apaixonado por Carmem e passa a frequentar cada vez mais a casa dos Artof, até que um dia Carmem decide voltar para casa sem avisar aos amigos, e, ao saber que ela havia partido, Ivan decide encontrá-la e confessar seus sentimentos. Ao ver que ele teria ido até sua casa, Carmem suspeita do motivo da visita. Quando Ivan diz estar apaixonado por ela, a espanhola diz que gostava muito dele, mas com um sentimento de mãe ou amiga. Carmem promete a Ivan que pensará sobre um envolvimento amoroso entre os dois e que irá encontrá-lo todos os dias até tomar sua decisão. Passados oito encontros, Carmem diz ter se decidido e que dará por carta a resposta para Ivan. No dia seguinte, o jovem rapaz recebe uma carta de Carmem, que dizia não ser capaz de corresponder os sentimentos dele e prometendo passar um tempo longe para que ele sofresse menos com a decisão que ela havia tomado.